# The Technology EP
The Technology EP je EP od amerického producenta Briana Wayna Transeau, také známého jako BT. Bylo vydáno roku 2004. EP obsahuje 6 remixů skladeb z alba Emotional Technology. Také je považováno za neoficiální vydání "Superfabulous", "The Force of Gravity" a "The Great Escape" jako singlů.

## Další součásti
Jako přídavek k šesti skladbám jsou na disku obsazeny bonusy. Videoklip k Somnambulist (Simply Being Loved), singlu z Emotional Technology, je na disku také zahrnut.
Asi nejvíce unikátní bonus jsou samostatné díly tří skladeb, které jsou odděleny a uloženy na disku v AIFF formátu. Tak může každý posluchač použít program na editování hudby k vytvoření jeho vlastních remixů.

## Seznam skladeb
1. The Force of Gravity (BT's Edit) - 3:51
2. The Force of Gravity (Tiësto Remix) - 7:47
3. The Force of Gravity (Dylan Rhymes Push Up Mix) - 8:34
4. Superfabulous (Scott Humphrey Radio Mix) - 3:34
5. Superfabulous (Compufonic 12" Remix) - 8:18
6. The Great Escape (Attention Deficit Mix) - 10:36